# Polymorphanisus tumidus
Polymorphanisus tumidus är en nattsländeart som beskrevs av Banks 1939. Polymorphanisus tumidus ingår i släktet Polymorphanisus och familjen ryssjenattsländor. Inga underarter finns listade i Catalogue of Life.